# Svoboda nad Úpou
Svoboda nad Úpou (původně německy Bergfreiheit, pak zkráceně Freiheit, v roce 1890 český úřední název Vrajt, od roku 1923 nynější název Svoboda nad Úpou) je město v okrese Trutnov v Královéhradeckém kraji. Žije zde přibližně 2 000 obyvatel.

## Historie
Kronika Simona Hüttela z Trutnova (psaná v poslední čtvrtině 16. století) uvádí, že byla Svoboda nad Úpou založena v roce 1009 Petrem Hostolovským, poddaným hraběte Trautenberga z Trutnova. První písemná zmínka o obci pochází až z roku 1533. Roku 1546 byla Svoboda povýšena císařem Ferdinandem I., na městys a získala všechny výsady horních měst. Od hornictví byl odvozen i název obce, odkazující na svobodu dolování.
Svoboda patřila od středověku až do roku 1848 do Vlčického panství. 18. října 1580 byla Svoboda od císaře Rudolfa II. povýšena na horní město, což jí přineslo velký rozkvět. Roku 1790 získal vlčické panství velkoobchodník s plátnem Johann Franz Theer z Hostinného, který byl za své úspěchy v oživení průmyslu v regionu povýšen do šlechtického stavu s titulem "von Silberstein" (podle hradu Silberštejn ve Vlčicích).
V pozdějších staletích hornictví ve Svobodě postupně ustalo, ale další období rozkvětu přineslo 19. století, kdy byly ve městě postaveny významné papírny. Roku 1866 koupil papírnu v Dolním Maršově Prosper Piette, původem z Lucemburska. Po jeho smrti roku 1872 se vedení ujali jeho tři synové a nejstarší z nich, Prosper Piette byl nejen šikovný podnikatel, ale také úspěšný vynálezce, který maršovskou papírnu proslavil po celém světě kvalitním cigaretovým papírem, a zároveň mecenáš a humanista.
Už roku 1871 byla do Svobody přivedena železniční trať, která také napomohla výraznému rozvoji turistiky na přelomu 19. a 20. století, kdy se Svoboda stala výchozím bodem pro celé východní Krkonoše.

## Obyvatelstvo
| Rok            | 1869  | 1880  | 1890  | 1900  | 1910  | 1921  | 1930  | 1950  | 1961  | 1970  | 1980  | 1991  | 2001  | 2011  | 2021  |
| -------------- | ----- | ----- | ----- | ----- | ----- | ----- | ----- | ----- | ----- | ----- | ----- | ----- | ----- | ----- | ----- |
| Počet obyvatel | 2 223 | 3 321 | 3 290 | 3 424 | 3 173 | 2 759 | 2 816 | 2 009 | 2 366 | 2 180 | 2 499 | 2 436 | 2 259 | 2 119 | 1 937 |
| Počet domů     | 237   | 272   | 274   | 285   | 308   | 310   | 344   | 367   | 338   | 329   | 361   | 376   | 405   | 425   | 450   |

## Městská správa

### Členění města
Svoboda nad Úpou se nečlení na části, má ale tři katastrální území:
- Svoboda nad Úpou
- Maršov I
- Maršov II

Oblast katastrálních území Maršov I a Maršov II je známá jako Dolní Maršov (v protikladu k sousednímu Hornímu Maršovu, který je samostatnou obcí).

### Městské symboly
Znak města je historický, vlajka byla městu udělena rozhodnutím předsedkyně Poslanecké sněmovny Parlamentu České republiky dne 20. října 2022.

## Doprava

### Železnice
Svoboda nad Úpou je spojena železniční tratí s Trutnovem, kde navazující další tratě. České dráhy v září 1997 na trati ukončily pravidelný osobní provoz, což se setkalo s velkým odporem veřejnosti, a tak byl už od prosince téhož roku obnoven provoz soukromým dopravcem (jako na jedné z prvních tratí v Česku). V roce 2021 se na základě objednávky Královéhradeckého kraje vrátil dopravce České dráhy. Železniční zastávka se nachází v jižní části města nedaleko sousedícího městysu Mladé Buky.
Od postavení trati až do dneška se objevují různé plány na prodloužení dál do hor, které však zatím vždy ztroskotaly na obtížných zeměpisných podmínkách a finanční náročnosti: Roku 1885 se plánovalo prodloužení do Pece pod Sněžkou s ozubnicovou tratí na vrchol Sněžky, jiný návrh předpokládal úzkorozchodnou dráhu na Pomezní Boudy s napojením na železniční síť ve Slezsku. V letech 1899-1905 se zvažoval odvážný plán místní dráhy Žacléř – Svoboda nad Úpou – Vrchlabí se třemi elektrickými odbočkami na sever do hor. Roku 1907 Prosper Piette de Rivage spolu s okresním výborem a obecním zastupitelstvem v Maršově získal povolení ke stavbě úzkokolejné elektrické dráhy ze Svobody k Pomezním Boudám a v říjnu 1914 firma Köhler a Raynal dokončila detailní projekt dráhy Svoboda–Maršov IV. v délce téměř 5 km. Vzhledem k první světové válce se ale projekt nepodařilo realizovat. Další plány se objevovaly i za první republiky. V roce 1949 byl vyhlášen velkolepý plán "Dráha mládeže" – trať měla vést v trase stávající silnice podél řeky Úpy, koncovou stanicí měla být Pec pod Sněžkou.
Nový návrh na trať ze Svobody do Pece pod Sněžkou se objevil v roce 2009, Pec pod Sněžkou si nechala zpracovat studii a podpořila železniční trať jak moderní a ekologickou alternativu ke stávající automobilové dopravě, která by měla podpořit rozvoj regionu. Na rozdíl od předchozích projektů tento předpokládá dlouhé tunelové úseky včetně podzemních zastávek, čímž si vysloužil označení „Krkonošské metro“. Roku 2013 vznikl dokument Strategie pro rozvoj Krkonoš, obsahující projekt Express Úpa 2020 s tratěmi ze Svobody nad Úpou do Pece pod Sněžkou a dále do Kowar a Špindlerova Mlýna.

### Autobusová doprava

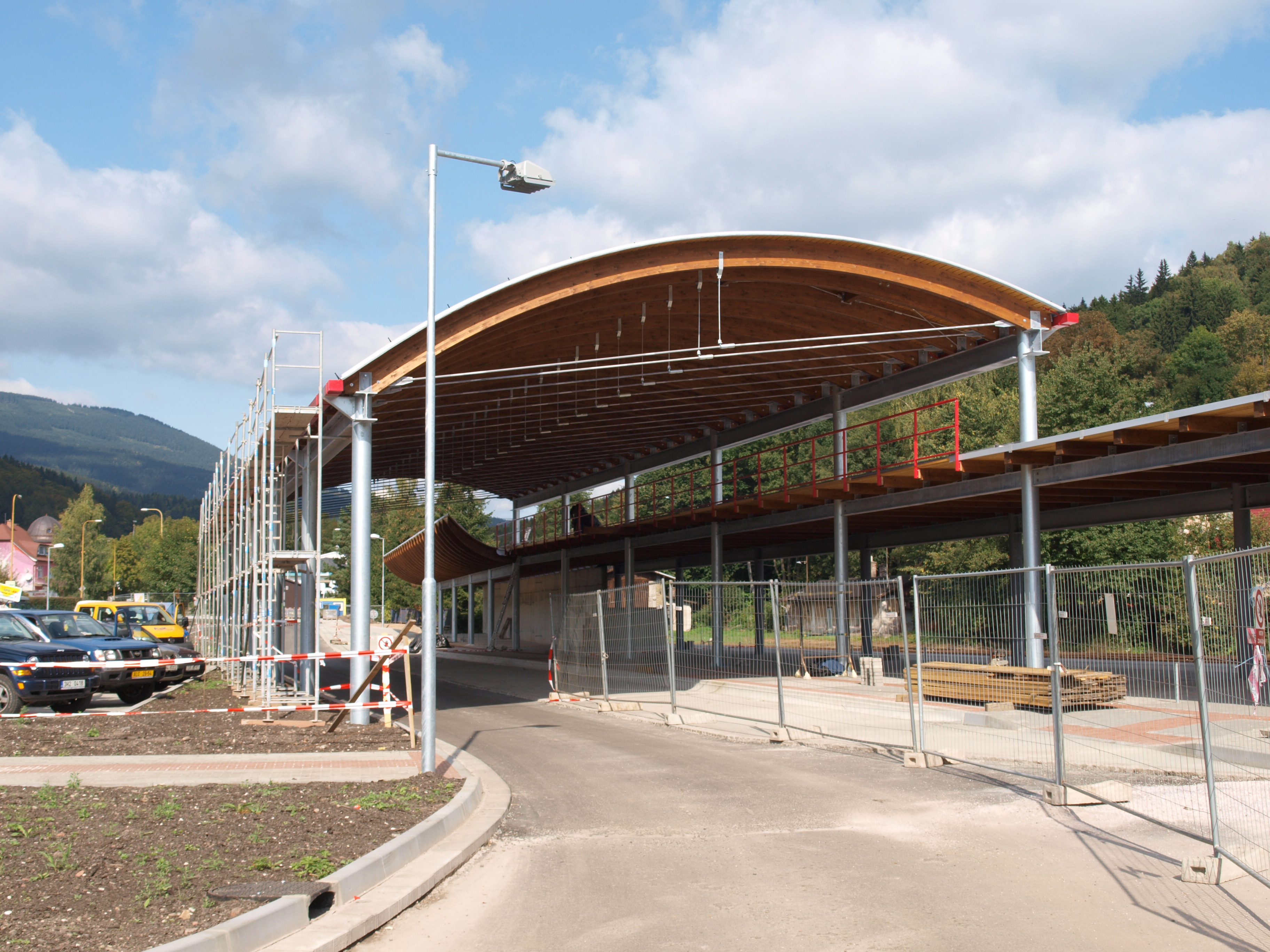
Nový autobusový terminál

V těsné blízkosti vlakového nádraží se nachází nádraží autobusové, sloužící jako nácestní stanice dálkových i regionálních linek. V roce 2009 byl v místě původního autobusového nádraží vystavěn krytý terminál umožňující přestup hrana-hrana mezi autobusy a vlaky.

## Školství
- Základní škola a Mateřská škola Svoboda nad Úpou (web[nedostupný zdroj])
- Česká lesnická akademie Trutnov - střední škola a vyšší odborná škola Svoboda nad Úpou (web Archivováno 17. 9. 2012 na Wayback Machine.)

## Pamětihodnosti
- Kostel svatého Jana Nepomuckého – pozdně barokní kostel z roku 1777
- Sousoší Panny Marie, svatého Floriána a svatého Antonína – na náměstí Svornosti, z počátku 18. stol.
- Roubené a klasicistní domy – pocházejí z 18.–19. stol.
- Kostel sv. Josefa – postaven na konci dvacátých let 20. století
- Medvědí jeskyně – veřejnosti nepřístupná, významné paleontologické naleziště
- Radnice
- Meteorologický sloup – na středovém ostrůvku křížení ulic 5. května a Luční, pochází z roku 1933[13]

## Osobnosti
- Prosper Piette de Rivage (1846–1928), šlechtic a podnikatel, který se zasloužil o rozvoj papírenského průmyslu a rozkvět turistiky v Krkonoších
- Franz Wende (1904–1968), lyžař - skokan, sdruženář a běžec
- Jaroslav Tyrner (1914–1995), historicky poslední sídelní duchovní správce svobodské římskokatolické farnosti (v l. 1968–1995)

## Galerie

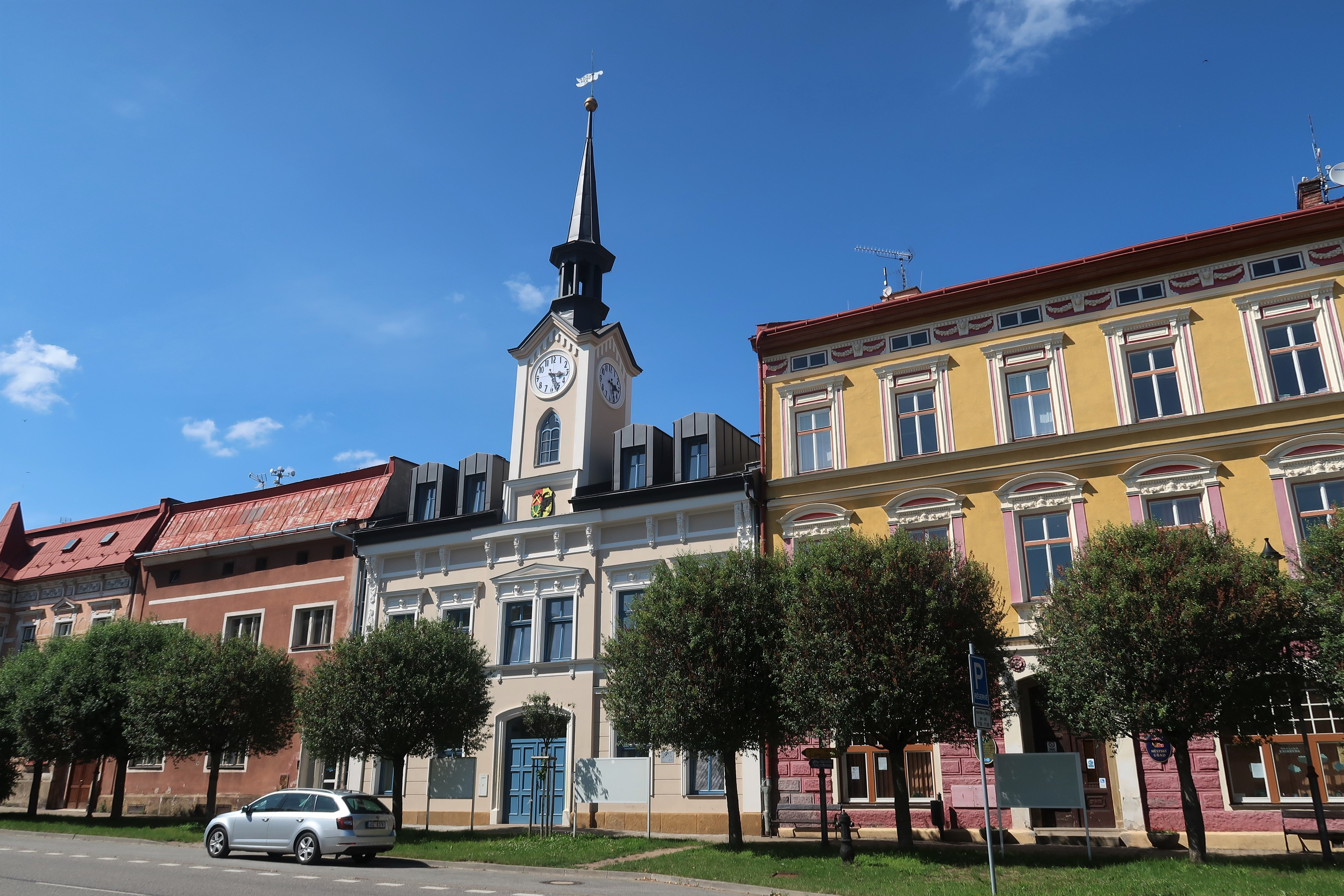
Náměstí Svornosti s radnicí
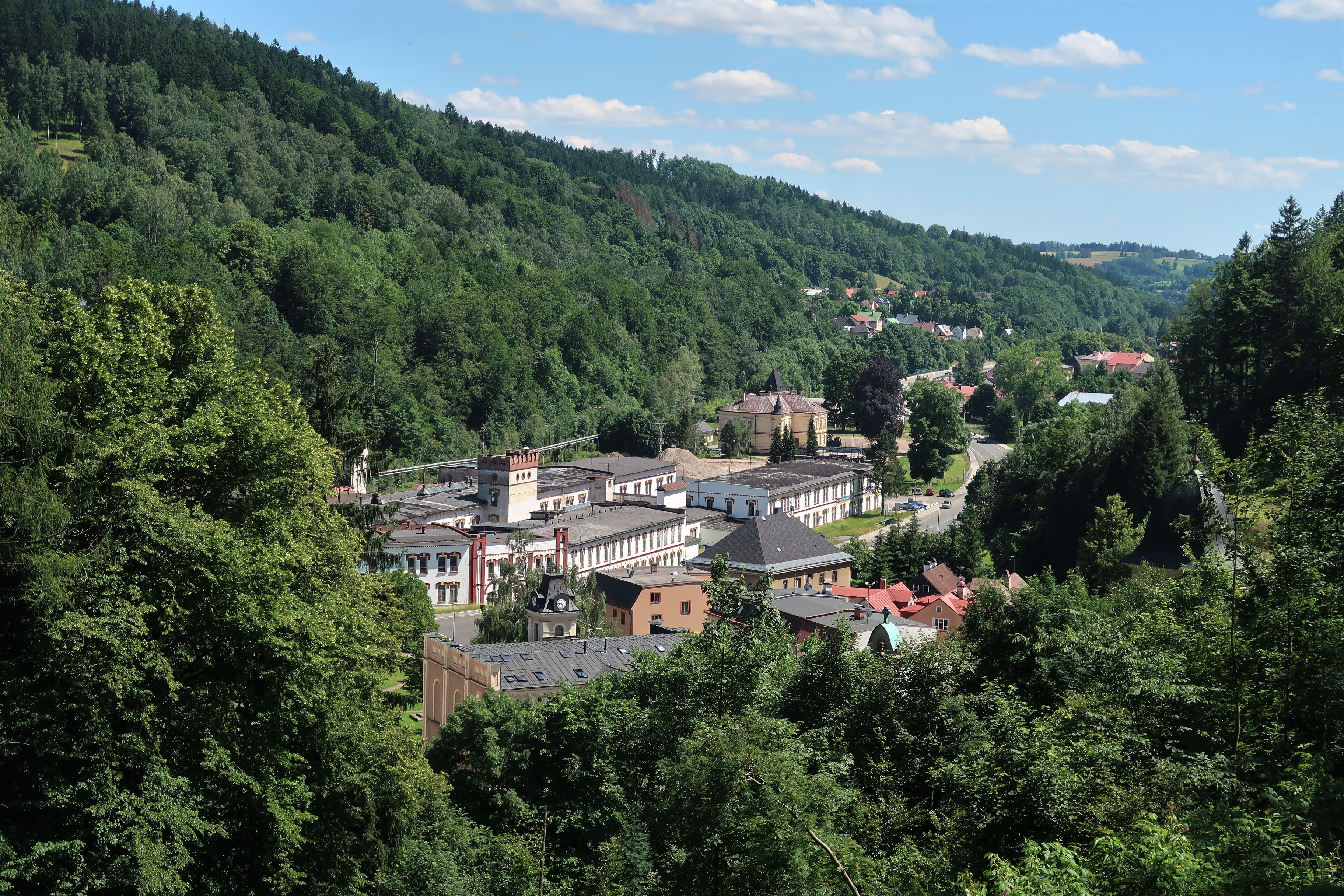
Pohled od kostela sv. Josefa
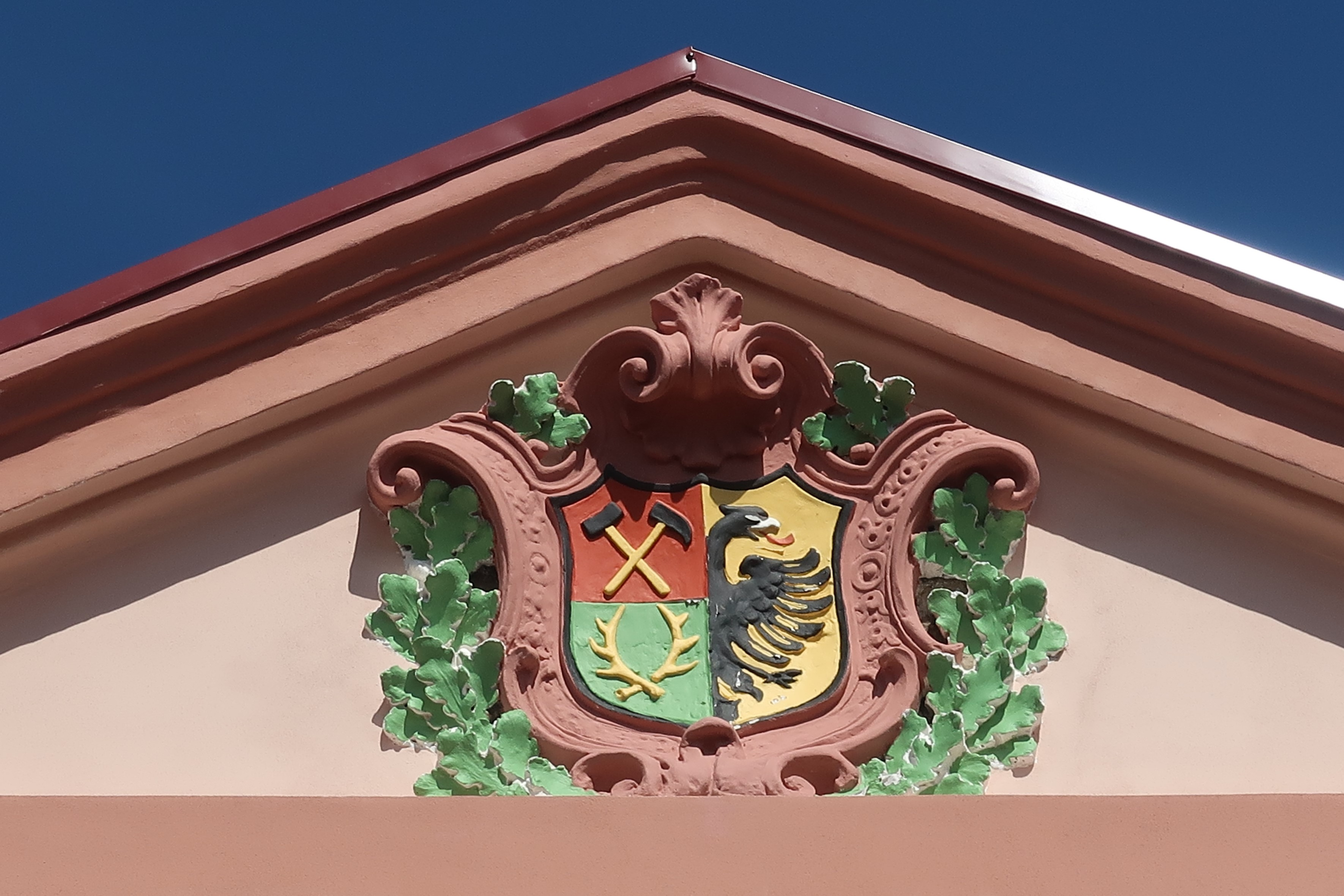
Městský znak
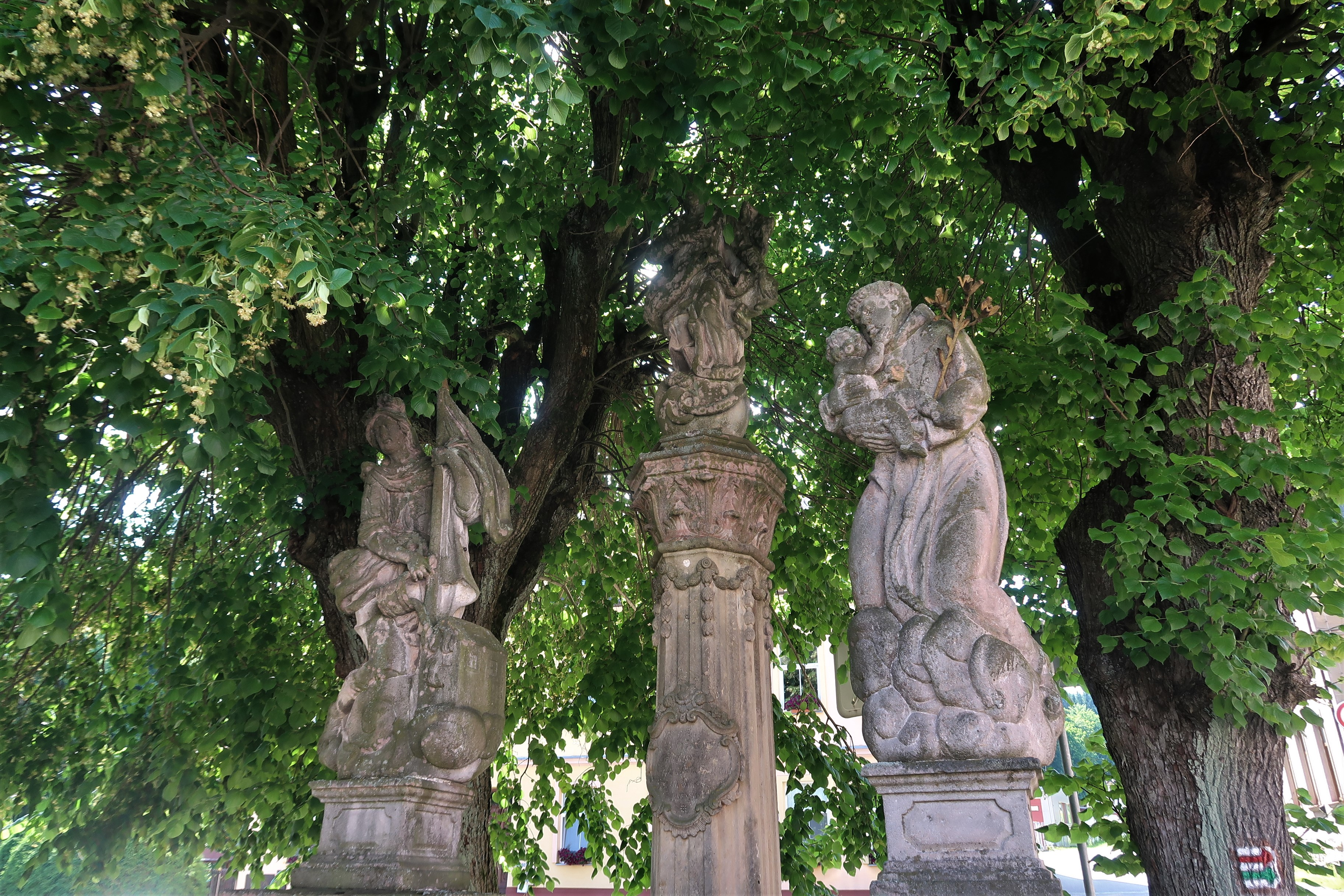
Barokní mariánské sousoší na náměstí Svornosti
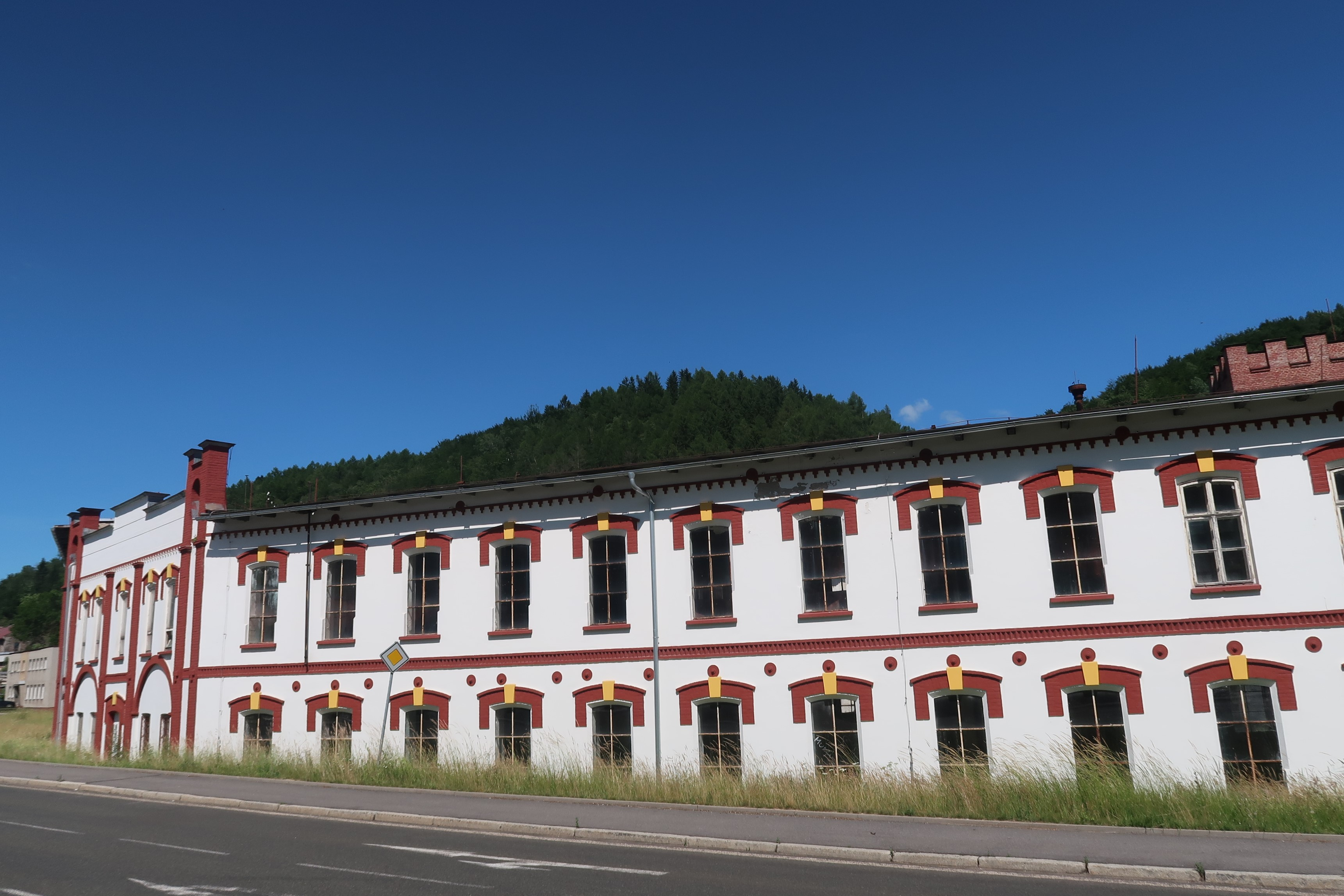
Areál bývalé Pietteho papírny v Úpské ulici
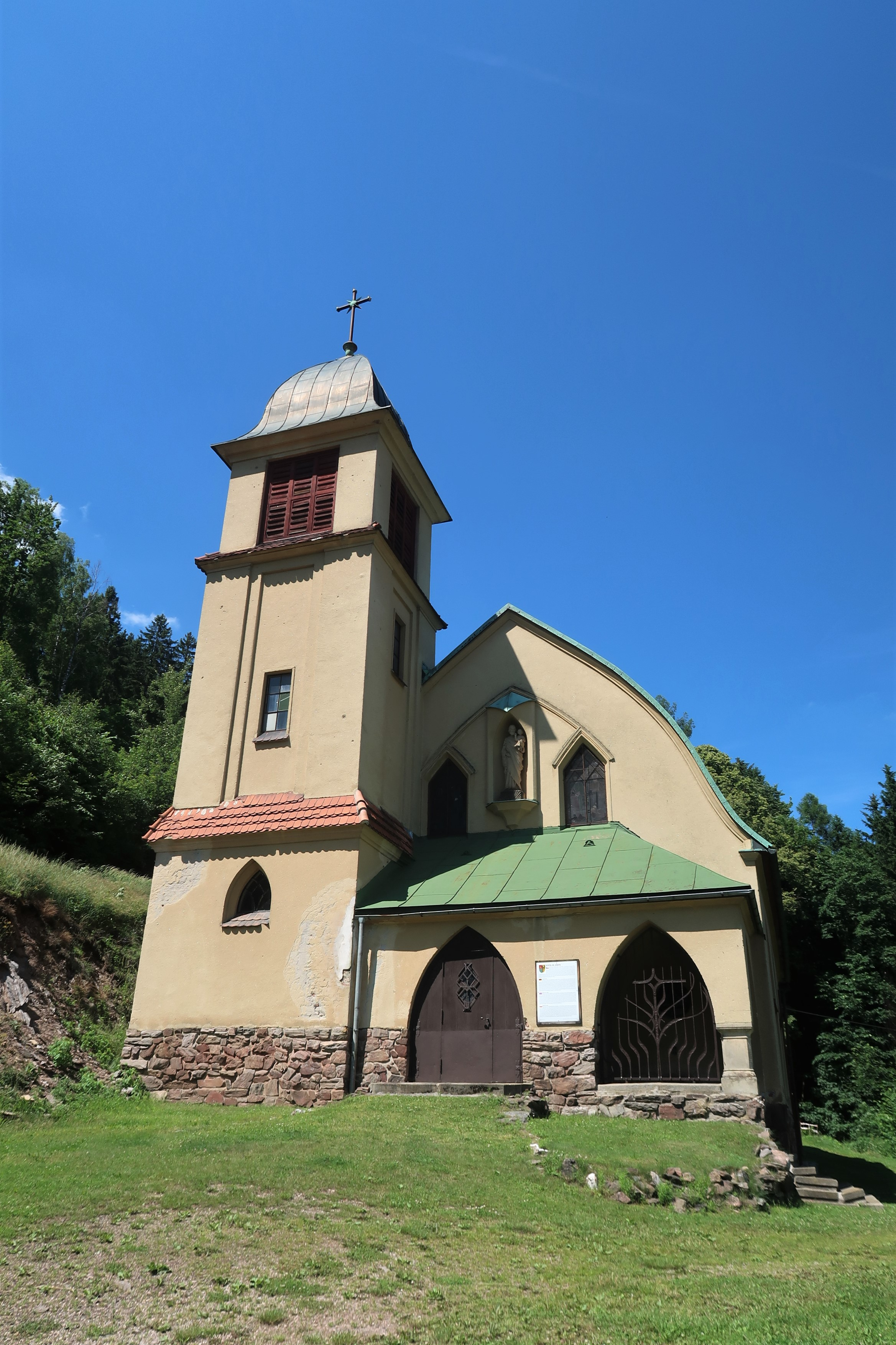
Kostel svatého Josefa (1927–1928)
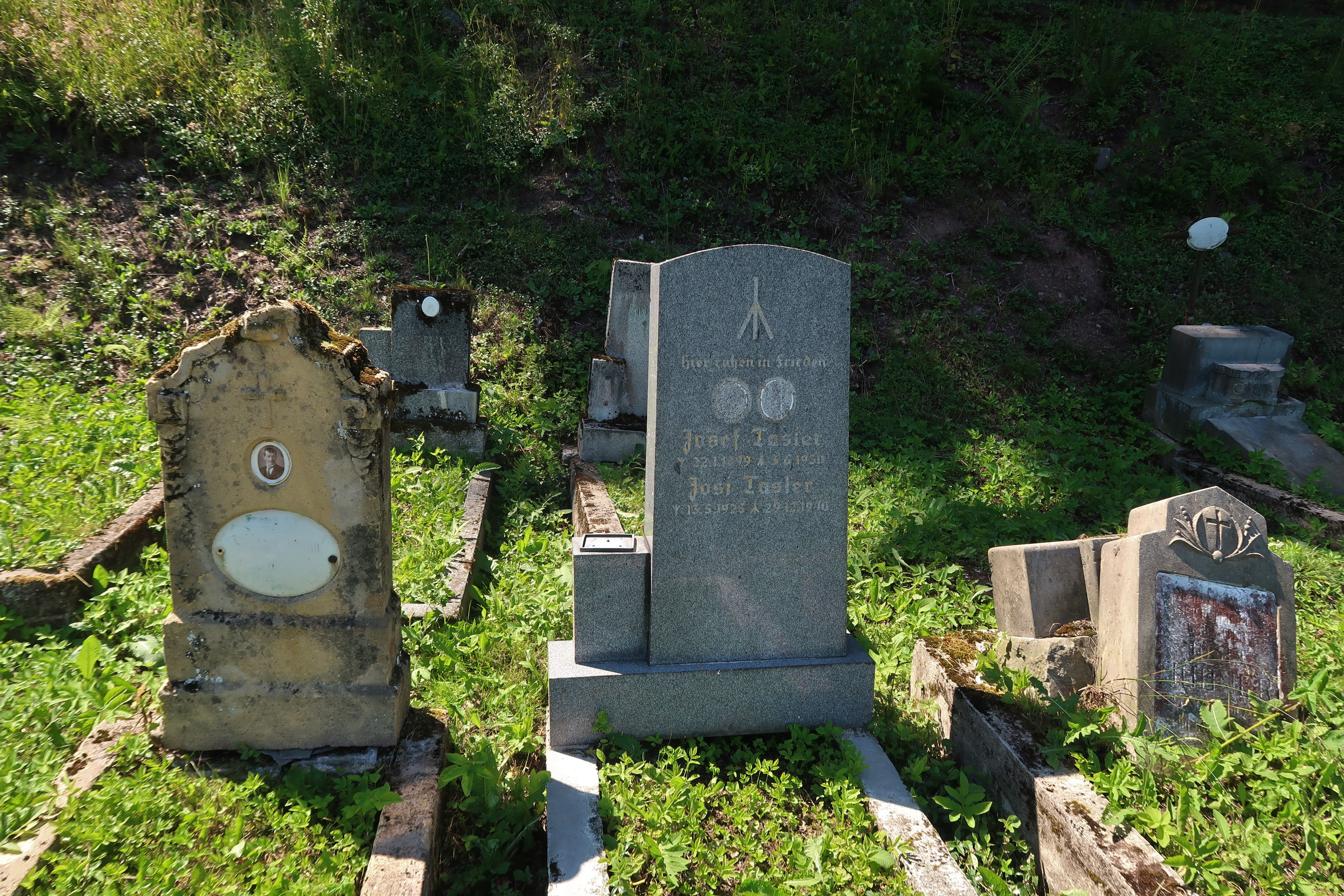
Starý německý hřbitov nad kostelem sv. Josefa
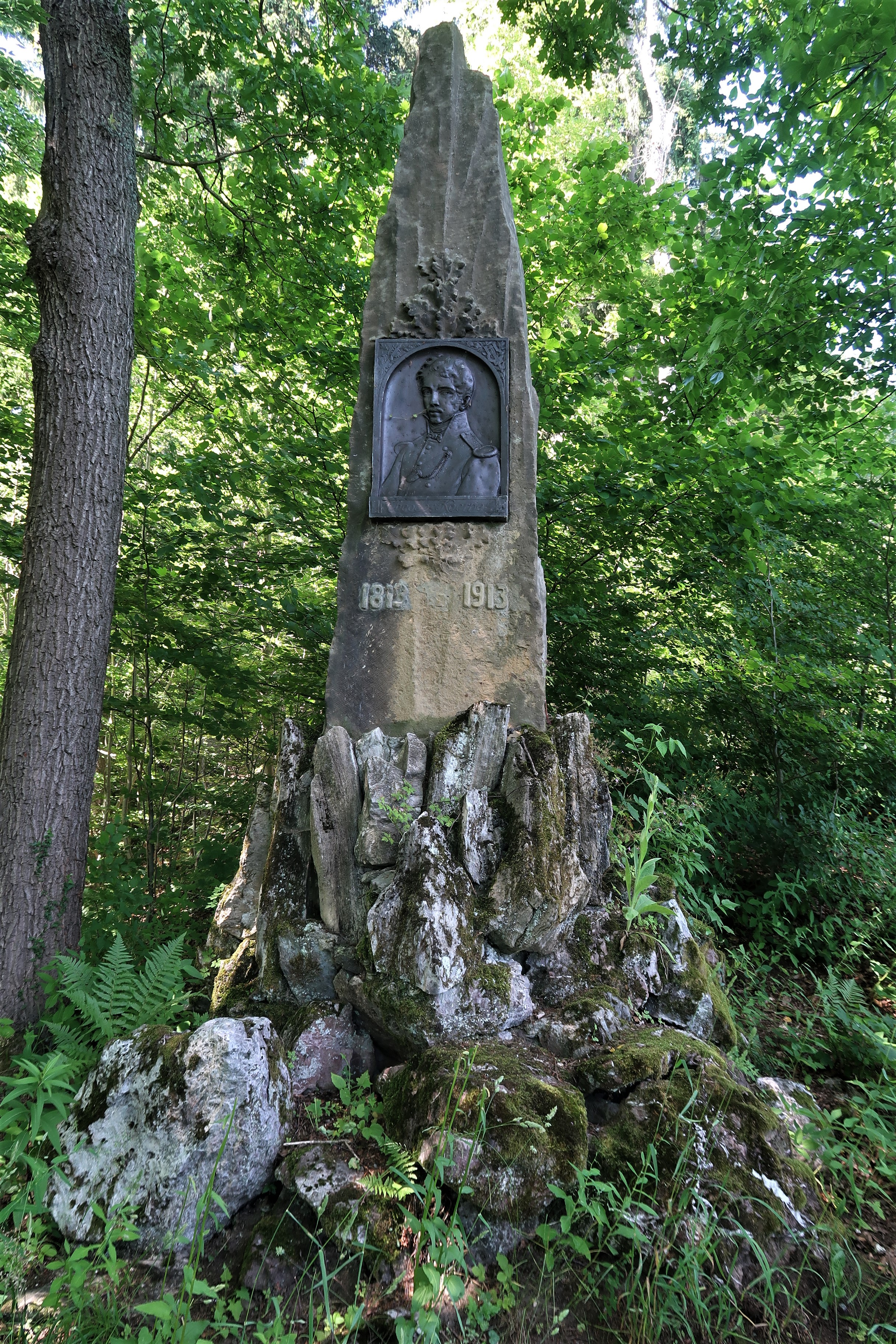
Pomník Theodora Körnera v lese nad kostelem svatého Josefa
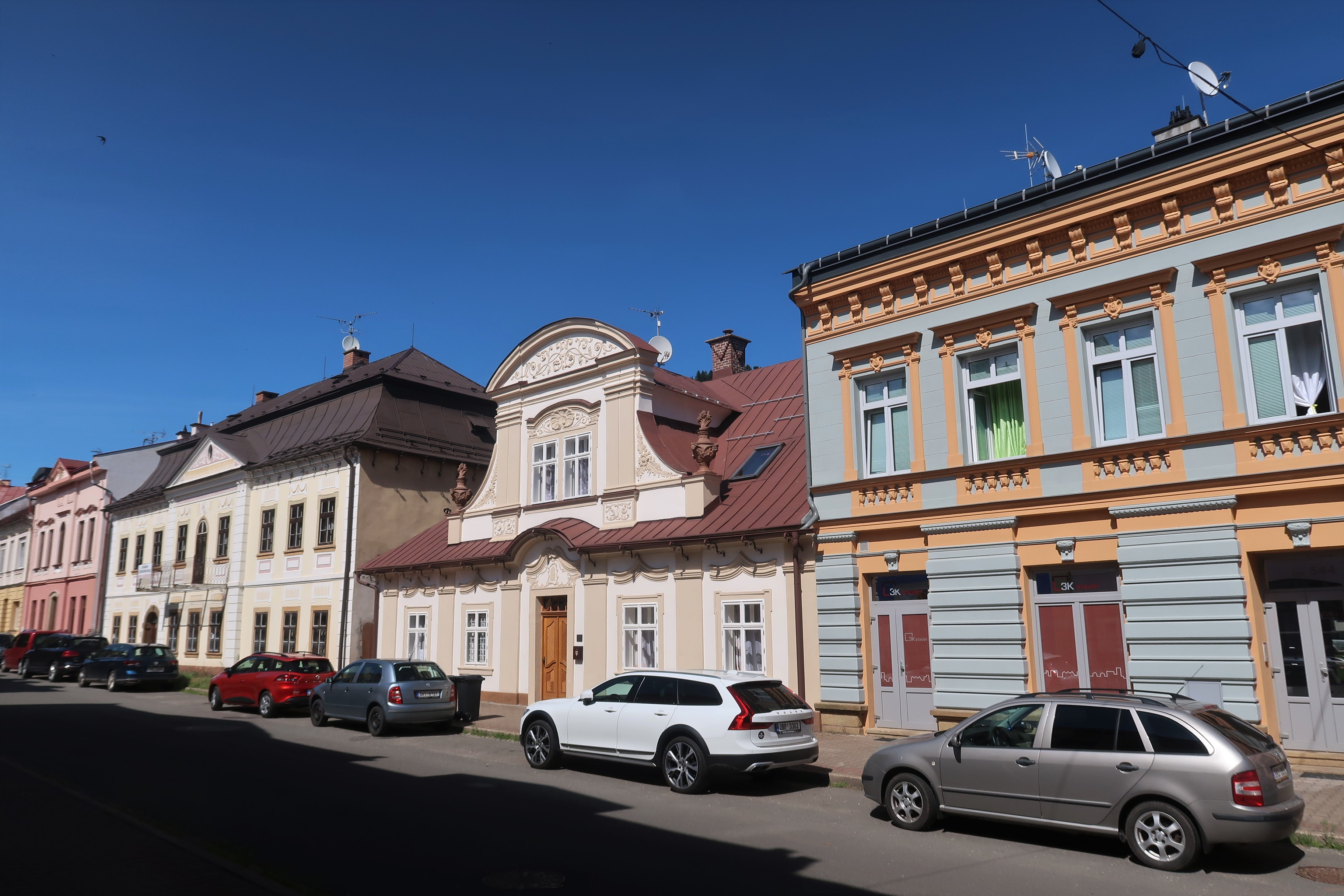
Ulice 5. května